# Венский шницель

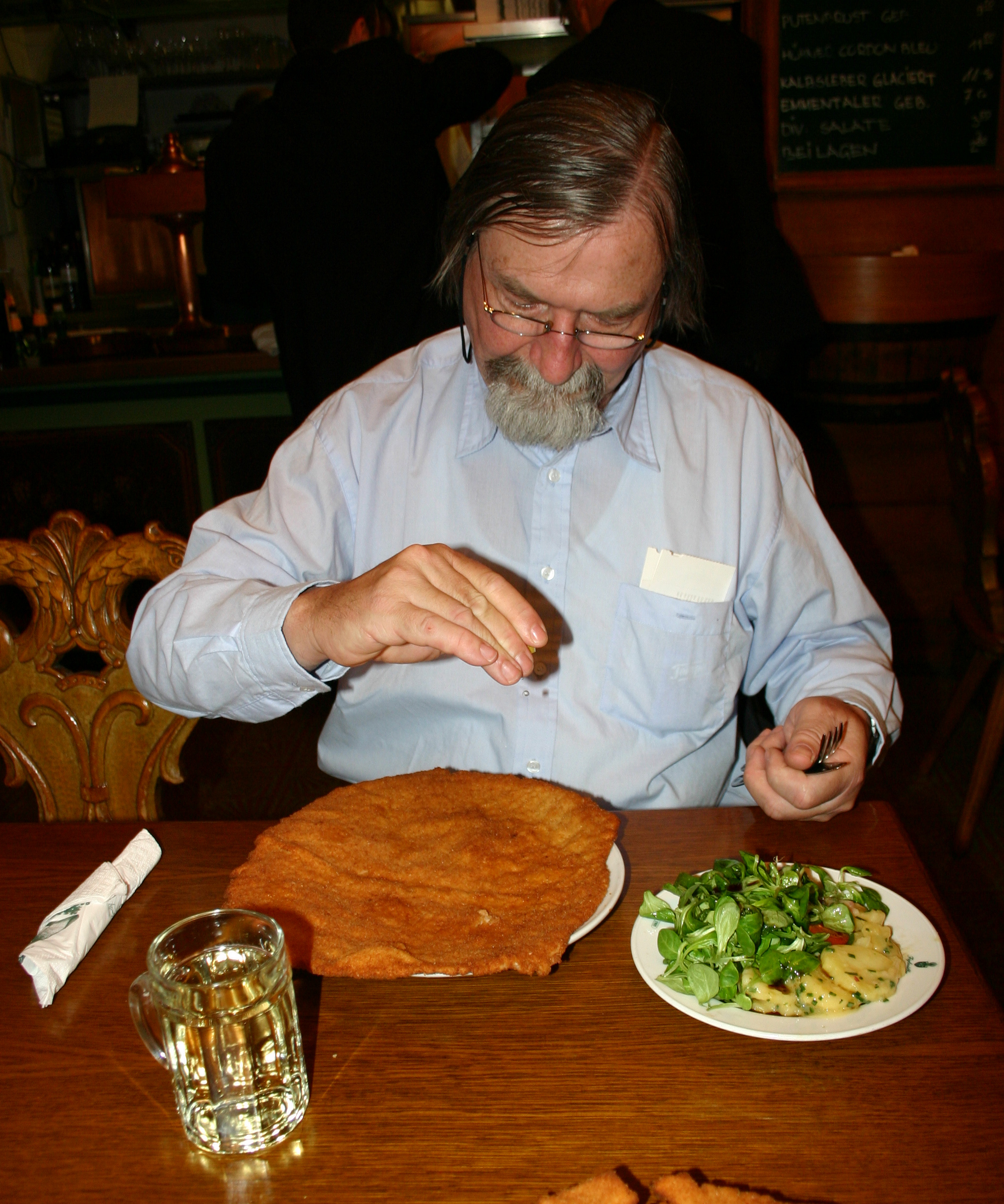
Посетитель Figlmüller приправляет гигантский венский шницель лимонным соком. Фирменный картофельный салат с «фогерлем» сервирован на отдельной тарелке

Горы во время перехода были окутаны туманом; но когда мы из Гмундена … вышли на равнину, небо просветлело, и при хорошей погоде мы прибыли в Ламбах, где заказали себе шницели, которые мы поглотили с огромным аппетитом.

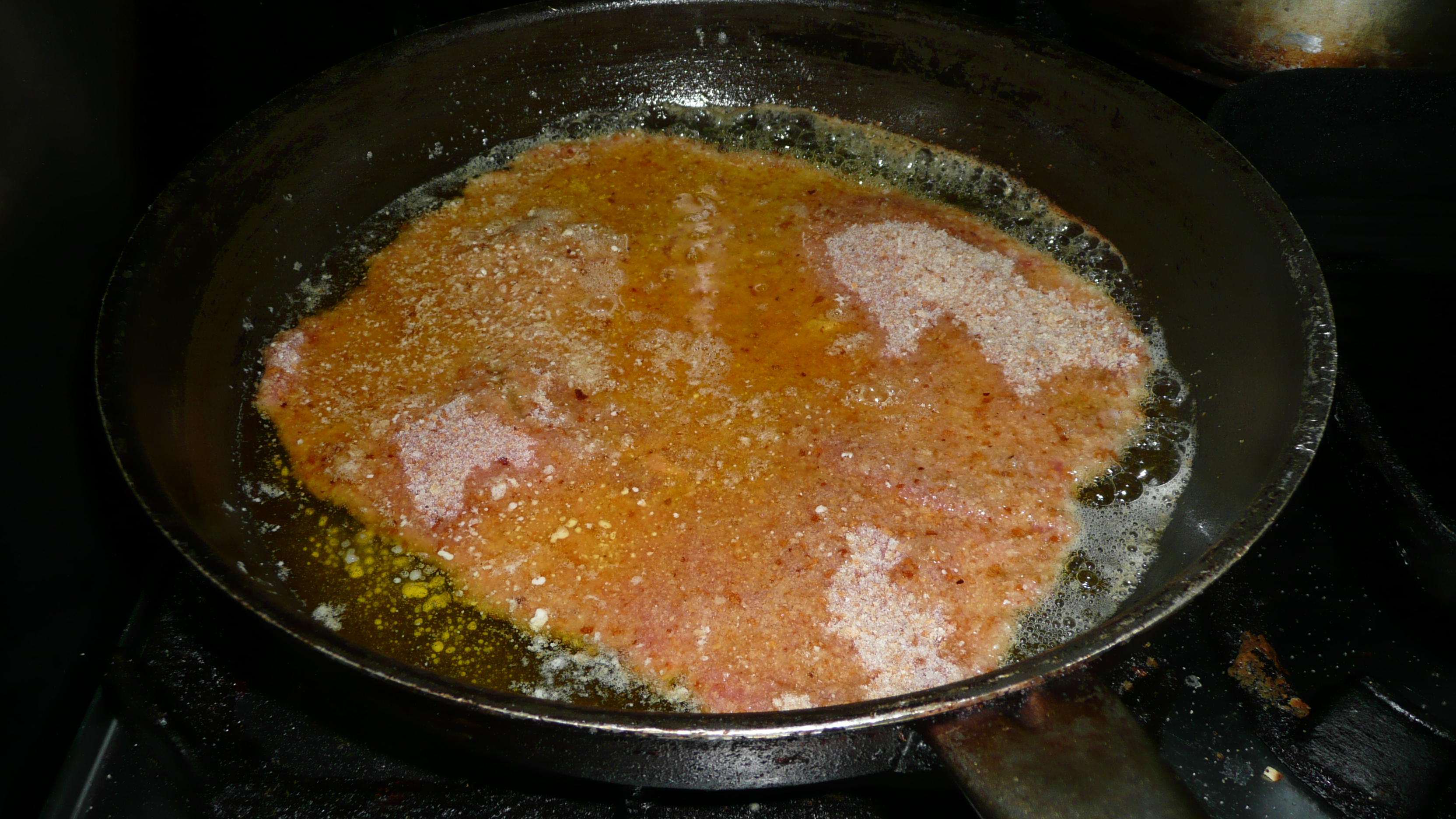
Венский шницель в процессе жарки «плавает» в жиру

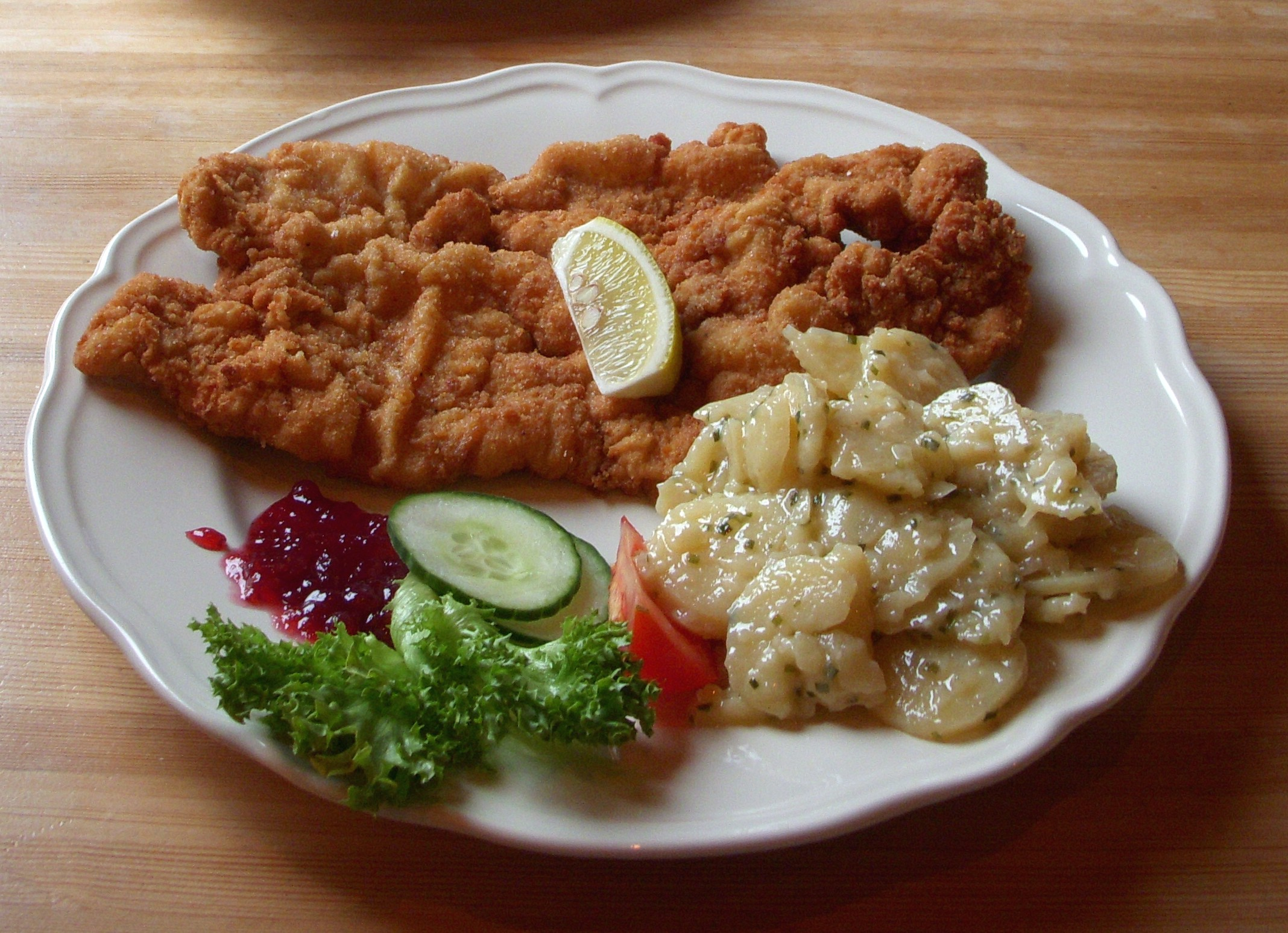
Венский шницель, сервированный с долькой лимона, картофельным салатом, свежими овощами и брусничным соусом

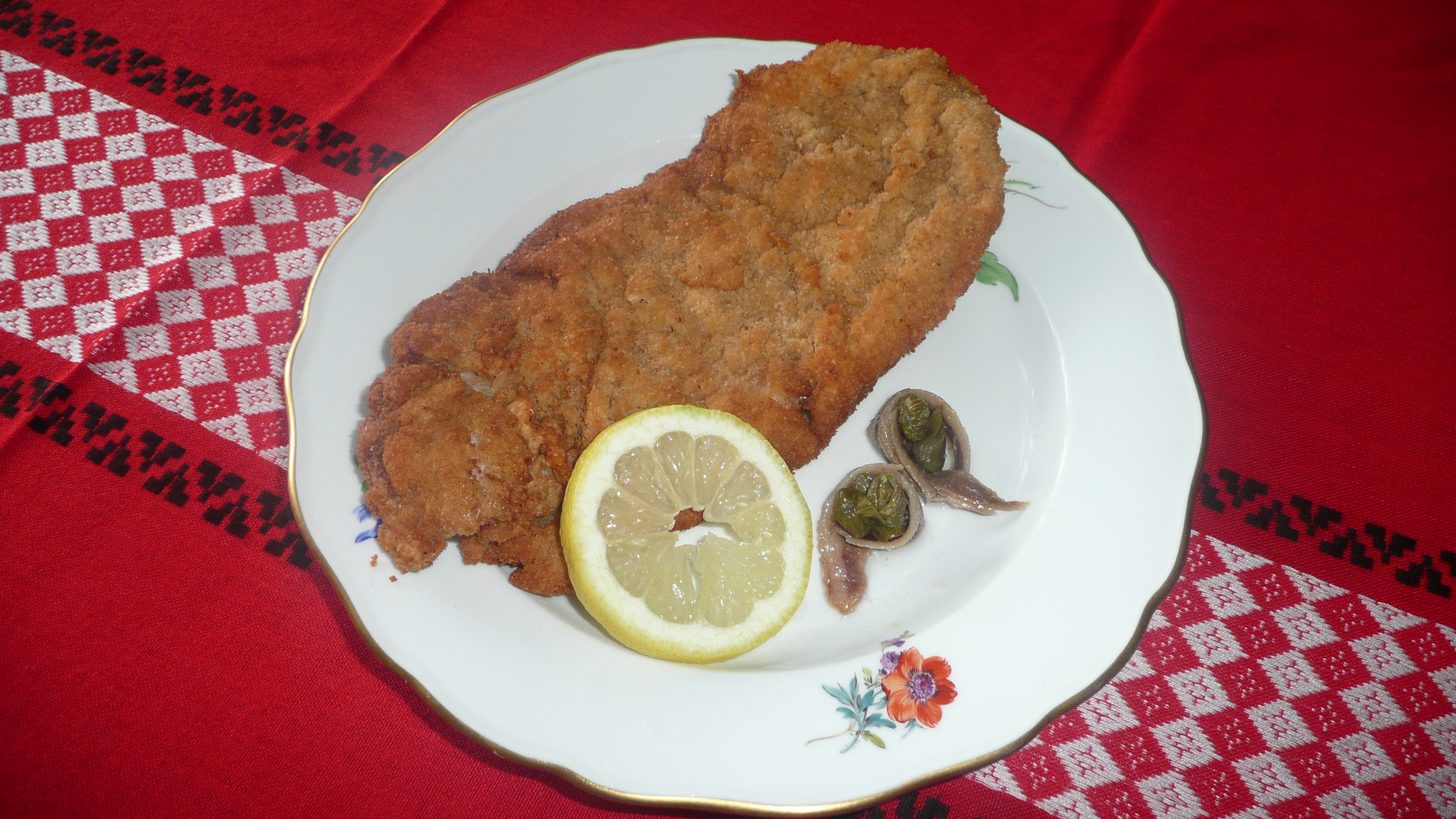
Венский шницель, сервированный с анчоусами и каперсами

Ве́нский шни́цель (шницель по-венски, нем. Wiener Schnitzel) — мясное блюдо венской кухни, кулинарная достопримечательность Вены и Австрии. Флагман австрийской кухни, типичное блюдо австрийцев на воскресный обед и одно из любимых блюд у немцев. Австрийский кулинарный автор Кристоф Вагнер видел в венском шницеле материализованную душу венца и прослеживал в истории венского шницеля путь всей «австрийскости» между Востоком и Западом, столетиями впитывавшей чужеземное, а, сделав его своим, сдержанно противящейся новому чужеземному. Выходивший на рубеже XIX—XX веков кулинарный журнал «Кухня» объявлял венский шницель «самым лучшим мясным блюдом, которое благоухает, как цветок, вкусно, как черешня, и хрустит, как свежеиспечённая булка».
В классическом исполнении блюдо представляет собой тонкий большой, часто превышающий размеры тарелки хрустящий шницель из телятины золотисто-коричневого цвета, минималистично гарнированный с долькой или кружком лимона и зеленью петрушки. Мясо для венского шницеля нарезают «бабочкой» из оковалка или фрикандо, отбивают, приправляют солью и перцем, обрабатывают «венской» двойной панировкой — в пшеничной муке, льезоне и крошке из белого хлеба и жарят в глубокой сковороде в большом количестве свиного смальца. Шницель на сковороде должен «плавать» в жире для равномерной прожарки. В процессе приготовления его несколько раз «топят» в горячем жире или поливают сверху с ложки, а затем переворачивают для обжарки другой стороны. «Подвижность» шницеля во время жарки обеспечивает также характерную волнистость готового блюда. Лимон в гарнировании блюда известен ещё с рецепта 1913 года в кулинарной книге Марии фон Рокитански «Австрийская кухня»: кислота лимонного сока позволяет замаскировать низкое качество мяса или старый жир, в котором оно жарилось. В альпийской традиции к венскому шницелю подают бруснику. Венский шницель в Австрии традиционно сервируют также на немецкий манер с полужидким картофельным салатом, заправленным растительным маслом с уксусом, а в Германии — на французский, с выложенными решёткой филе сардин и каперсами. Император Франц Иосиф I предпочитал к венскому шницелю картофельное пюре. После Второй мировой войны в качестве насыщающего гарнира стал приемлем отварной рис. Моветоном по-прежнему считается сервировать венский шницель с макаронными изделиями.
Многие венцы предпочитают культовому телячьему «ка́льбсвинеру» (нем. Kalbswiener — «венский телячий») шницель из свинины «шва́йнсвинер» (нем. Schweinswiener) не только из экономии, но и по вкусовым качествам — сочности и аромату. Традицию фирменного венского шницеля из свинины диаметром до 30 см, жаренного на растительном масле, поддерживает на протяжении более чем 115 лет ресторан Figlmüller близ собора Святого Стефана. Небольшие по размеру шницели круглой формы из свиной вырезки, приготовленные как венский шницель, называют «дукатовыми». Согласно пищевому законодательству Австрии венским именуется только шницель, приготовленный из телятины, кулинарные изделия из свинины могут носить название просто «шницель» или «шницель по-венски» (нем. Wiener Art). В послевоенное время появились рецепты панированного шницеля не только из свинины, но и курятины и индюшатины.
Первые упоминания блюда под названием «венский шницель» в Австрии относятся к 1865 году, рецепты хранятся в Венской библиотеке и Венской ратуше. Эпитет «венский» предположительно появился сначала за пределами страны, чтобы связать блюдо со столицей бакхендлей. В 1850 году автор кулинарной книги из прусского Бреслау Каролина Бауман писала: «Венские шницели последнее время очень популярное блюдо». 26 июля 1864 года венскими шницелями cotelettes de veau à la viennoise обедала императорская чета Франции Наполеон III и Евгения. В Вене название закрепилось окончательно только в начале XX века с публикацией кулинарного труда Марии фон Рокитански «Австрийская кухня». Согласно исследованиям старинных кулинарных книг, безымянные телячьи шницели в Вене жарили издавна. Поначалу их обмакивали только в слегка взбитом яйце, при этом яичный белок сохранял достаточную вязкость, и отголосок того рецепта сохранился в венской кухне в парижском шницеле. Из соображений экономии яйца практичнее взбивать долго, до жидкого состояния, и, чтобы жидкая яичная масса соединилась с мясом, потребовалась его предварительная обработка мукой. Панировочная крошка широко используется в современной венской кухне для приготовления многих блюд, начиная с цветной капусты и заканчивая яблочным штруделем или творожными клёцками, но прежде во всей Европе было известно, что венцы панируют не только курицу, но и телячьи ножки, уши, мозги и хвосты. Яйца для блюд в «шлафроке» доставлялись из Штирии и Богемии, где было развито птицеводство, а сама столица славилась пекарями. Приём жарки в большом количестве жира, чтобы мясо в нём «плавало», известен во многих национальных кухнях, а в австрийской задокументирован в рецепте курицы в 1719 году.
Согласно «Словарю венской кухни» К. Вагнера, жарить мясо панированным в хлебной крошке придумали не венцы, а ещё средневековые мавры. Блюдо, весьма похожее на венский шницель, распространилось затем в Андалусии. По ещё одной версии, покрывать еду золотом в эпоху Возрождения считалось полезным для здоровья, и если венецианцы золотили марципан, то миланцы взялись за телячьи котлеты. Золочение еды запретили в 1514 году, и обычай золочения переместился в Византию. В XII веке предшественник венского шницеля был популярен у иудеев Константинополя. В Византии, по данным австрийского шеф-повара Эвальда Плахутты, обеспеченные жители ели мясо, покрытое тонким слоем золота, чтобы продемонстрировать своё финансовое благополучие, но в голод и кризис местные находчивые кулинары заменили золото на золотистые хлебные крошки.
Самая распространённая легенда ведёт происхождение венского шницеля от отбивной по-милански. В гастрономическом путеводителе по Италии, опубликованном в 1969 году, сообщалось, что некий австрийский учёный недавно обнаружил в Венском государственном архиве документ, составленный графом Аттемсом, флигель-адъютантом императора Франца Иосифа, в котором цитируется подробный доклад фельдмаршала Радецкого о военно-политическом положении в Ломбардии. Попутно в докладе сообщается о выдающемся достижении ломбардской кухни — телячьей отбивной, панированной с яйцом и жаренной на сливочном масле. Император остался под впечатлением от такой заметки на полях и, как только Радецкий вернулся на родину, призвал его ко двору передать хвалёный рецепт шеф-повару. Далее итальянский путеводитель воспроизводил историю о роскошной позолоченной еде миланских богачей и золотистой хлебной крошке в качестве эрзаца у тех, кто победней. В Австрии увлекательная история о Радецком и миланской котлете стала известна после издания перевода путеводителя на немецкий язык в Мюнхене в 1971 году и пришлась по вкусу, ведь она подтверждала популярный гастрономический миф с колониальным привкусом о том, что венская кухня продолжает традиции многонациональной Австро-Венгерской империи. Для разоблачения симпатичной мистификации потребовалось три с лишним десятка лет. Йозеф Радецкий мог отведать в Ломбардии телячью отбивную, жаренную на оливковом масле, а не на смальце. В литературе, находящейся в Австрийской национальной библиотеке, не обнаруживается ни одного подтверждающего источника по Радецкому. Ни в одном биографическом произведении об австрийской монархии не упоминается граф Аттемс, занимавший указанную должность в соответствующее время. В крупных историографических библиографиях, в том числе города Вены, нет ни одной работы австрийского учёного, освещающей эту тему. Не имеющая ни единого документального подтверждения живучая легенда была окончательно опровергнута австрийским языковедом Хайнц-Дитером Полем лишь в 2007 году, но, по мнению немецкого историка гастрономической культуры Петера Петера, такую красивую историю стоило придумать. По случаю визита в Москву в 2012 году премьер-министр Италии Марио Монти в интервью «Российской газете» приводил венский шницель в качестве примера европейской интеграции и называл его незримой ниточкой между миланским Ла-Скала и Венской оперой.
В 1980-е годы на лыжных курортах в Тироле венский шницель гордо оформляли при подаче маленьким национальным флагом на древке из зубочистки. В 1996 году в «Балладе о венском шницеле» австрийский драматург Джордж Табори в эйфории от креативности новой австрийской кухни предрекал венскому шницелю, этому жалкому, вульгарному и бесхарактерному блюду, «мечте дальнобойщика», скорое забвение. По его мнению, венский шницель, похожий на пыльный музейный экспонат, должен был уйти в прошлое вместе с дрожками, стоячими воротничками, фалдами, Артуром Шницлером и венским вальсом, Францем Иосифом и его роскошной империей, покрывавшей Европу от Триеста до Лемберга как шницель тарелку. Ко времени написания пьесы венский шницель переживал тяжёлые времена, превратившись в австрийском общепите в сочившуюся жиром и свешивавшуюся с тарелки «холестериновую бомбу», заслужившую снисходительное прозвище «ковёр из хлебной крошки». В 2010-е годы положение изменилось: «оригинальный» венский шницель из молочной телятины на настоящем бочковом топлёном масле с гордостью готовят австрийские шеф-повара, он прочно занял место в меню таких престижных берлинских ресторанов, как Borchardt или Ottenthal. В американской сети фастфуда Wienerschnitzel продают только хот-доги.
Шницель по-венски встречается в произведениях русской художественной литературы. Смирнин в романе «Три плута» А. Д. Апраксина 1904 года заказывает в ресторане порцию холодной лососины с провансалем и хороший венский шницель, два бокала светлого пива и два бутерброда — с паюсной икрой и языком. Венский шницель вместе с ростбифом и котлетой де-воляй воспевал в 1921 году в своём «Товарище Онегине» сатирик А. С. Бухов. Шницель по-венски был зажат в зубах у брата-корреспондента Яна Скамейкина в «Золотом телёнке» у Ильфа и Петрова. В русской кулинарной литературе «шницель по-венски» из телятины упоминается не позднее начала XX века, его полагалось панировать в яйце и сухарях, жарить на сливочном масле с припущенным репчатым луком и отпускать «сухим, с кусками лимона» или политым «процеженным маслом, в котором он жарился» с картофельным гарниром. В современной русской кухне шницель по-венски предлагается готовить также из свиной корейки, а гарнировать выложенными кружком или крест-накрест филе анчоусов и каперсами между ними и сервировать с рисом и припущенными овощами.